# りゅうとう
株式会社りゅうとう（英: Ryutou Incorporation）は、不動産賃貸業などを行う日本の企業。本社所在地は沖縄県。関連会社を通じて製糖事業を行っている。かつては琉球製糖株式会社として製糖事業を主力としていたが、1993年（平成5年）に製糖事業を中部製糖（現在の新中糖産業）、第一製糖（現在の金秀興産）との合弁会社である翔南製糖に集約し別会社とした。現在の事業は豊見城市にある製糖工場敷地を翔南製糖へ賃貸すること、及び那覇市奧武山のレストラン街『バンヤンタウン』の運営となっている。
設立時には沖縄県はアメリカ占領下にあり、その工場建設費用にはガリオア資金から100万ドルが支出されたという。
2021年（令和3年）6月30日現在の株主数は6760名であり、有価証券報告書の提出が義務となる会社である。

## 沿革
- 1951年（昭和26年）7月 - 沖縄南部製糖株式会社として設立。
- 1952年（昭和27年）- 琉球製糖株式会社に改称。
- 1993年（平成5年）- 製糖事業を翔南製糖へ営業譲渡。
- 2001年（平成13年）- 株式会社りゅうとうに名称変更。

## 関連会社
- ゆがふ製糖株式会社 - 議決権20.00%所有